# Sommette (Fluss)
Die Sommette ist ein kleiner Fluss im Norden von Frankreich, der in den Départements Aisne und Somme der Region Hauts-de-France südwestlich der Stadt Saint-Quentin verläuft.

## Geografie

### Verlauf
Die Sommette entspringt im südlichen Gemeindegebiet von Cugny, knapp an der Grenze zur Nachbargemeinde La Neuville-en-Beine, entwässert zunächst Richtung Norden, trifft dort im Feuchtgebiet des Somme-Tales auf den Somme-Kanal, den sie in einem künstlich gegrabenen Flussbett nach Westen begleitet und im Gemeindegebiet von Ham dann unterquert. Kurz danach mündet die Sommette nach insgesamt rund 15 Kilometern als linker Nebenfluss in den Fluss Somme. 
Im Oberlauf quert die Sommette die Bahnstrecke Amiens–Laon.

### Orte am Fluss
(Reihenfolge in Fließrichtung)
- La Boute des Riez, Gemeinde Cugny
- Cugny
- Annois
- Saint-Simon
- Dury
- Ollezy
- Sommette-Eaucourt
- Ham